# Comahuesaurus
Comahuesaurus ("Ještěr z Comahue") byl rod středně velkého sauropodního dinosaura z čeledi Rebbachisauridae, který žil v oblasti dnešní Argentiny na přelomu svrchní a spodní křídy (geologické stupně apt až alb, asi před 122 až 109 miliony let).

## Objev a popis
Fosilie tohoto sauropoda byly poprvé objeveny v sedimentech geologického souvrství Lohan Cura a typový exemplář nese označení MOZ-PV 6722. Dinosaurus byl formálně popsán roku 2012 týmem paleontologů ve složení José L. Carballido, Leonardo Salgado, Diego Pol, José I. Canudo a Alberto C. Garrido. Typovým (a jediným dnes známým) druhem je C. windhauseni. Na základě stehenní kosti dlouhé 113 cm a dalších fosilních fragmentů bylo odhadnuto, že Comahuesaurus měřil na délku asi 12 metrů a vážil kolem 4000 kilogramů, patřil tedy k menším sauropodům. Podle jiných odhadů však vážil až kolem 10 tun.
V roce 2015 bylo objeveno hromadné naleziště asi 126 fosilních kostí v lokalitě lomu Puesto Díaz (geologický člen Puesto Quiroga, souvrství Lohan Cura), pocházejících přinejmenším ze tří jedinců tohoto druhu. Je možné, že se stali obětí přírodní katastrofy, například velké povodně.

## Zařazení
Tento rebbachisaurid mohl být blízce příbuzný například druhu Sidersaura marae, popsanému roku 2024 ze sedimentů souvrství Huincul na území Argentiny.